# Alsergrund
Alsergrund ([ˈalzɐˌɡʀʊnt]ⓘ) is het negende district van Wenen. Het is een vrij klein district, maar er zijn zes districten die nog kleiner zijn dan Alsergrund.